# Telmo Zarra
Pour les articles homonymes, voir Montoya et Zarra.
Telmo Zarraonandia Montoya, plus connu sous le nom de Zarra (né le 30 janvier 1921 à Erandio, province de Biscaye – mort le 23 février 2006 à Bilbao), était un footballeur international espagnol.

## Biographie
Avec l'Athletic Bilbao, pour lequel il a marqué 251 buts en 277 matches dans le championnat espagnol, il a été pendant 59 ans le meilleur buteur de toute l'histoire de la Liga avant d'être détrôné par Lionel Messi le 22 novembre 2014 lors de la rencontre entre le FC Barcelone et le Séville FC. Zarra a remporté à six reprises le trophée de Pichichi de meilleur buteur entre 1945 et 1953 (record battu par Messi en 2020). 
Avec l'équipe d'Espagne, Zarra compte 20 sélections et 20 buts marqués, dont quatre contre la Suisse en 1951 (victoire 6-3). Il marque également le but de la qualification de son pays pour le second tour de la Coupe du monde 1950 aux dépens des Anglais (1-0).
Il est mort le 23 février 2006 d'un cancer.

## Palmarès
- Championnat d'Espagne : 1943
- Coupe d'Espagne : 1943, 1944, 1945, 1950, 1955